# Ісохон Ширінхужаєв
Козі Ісохон Ширінхужаєв (узб. Qozi Isoxon Shirinxo'jayev / Қози Исохон Ширинхўжаев , 1840(46)—1934) — узбецький казі-калян, сеїд, садр-ул-судур, законодавець факиг, суддя мударіс, громадський і політичний діяч, ідеолог боротьби за свободу і незалежність Туркестану. Активний учасник національно-просвітницького руху джадідів.

## Біографія
Казі-Калян Самаркандської області (Мухаммад Ісохон Ширінхужаєв) Мавлана Казі-Калян Мір Сеїд Мухаммад Ісахон ходжа Садр (1840(46) - 1934) ібн Казі Мулла Мір Ширинходжа — батько «джадідів» Самарканда мав великий авторитет серед інтелігенції. Його батько мулла Мір Ширінхужа був каді і факігом, головним учителем мударрісом у відомій тоді Медресе Мірі Араб у Бухарі, навчав свого сина ісламу. Казі Ісохон з дитинства був релігійним, здібним хлопчиком, і тому його ще в дитинстві прозвали Казі (суддя), а згодом став знаний як Ісохон-казі.
У дитинстві здобув домашню освіту. Закінчив середній духовний навчальний заклад медресе. Знав досконало три мови — тюркську, арабську та перську. Як і його батько, теж став мударрісом фікга в Медресі Мірі Араб, потім був головним учителем мударрісом у медресі Шердор Самарканда. 1908 року коректував книгу вченого, славетного представника вчення матуридія XI століття Абу Шакур Ас-Салімі Аль-Кеші Аль-Ханафі (Абу Шакур ас-Солімій) «Ат-Тамхід фі байон ат-тавхід», і разом зі своїм племінником Мусо ходжа Мусаві Різаві, за власний кошт видав літографічне видання «Ат-Тамҳід фі баоніт-Тавхід» (з коментарями та поясненнями казі мударріса Ісахон ходжа), яке вийшло в друкарні «Демурф» міста Самарканд.
1896 року разом з еміром Бухари Саїд Абдул Ахадханом та його сином спадкоємцем престолу Саїд Амір Алімханом взяв участь у церемонії з нагоди коронації Миколи II у Москві та був ушанований пам'ятними медалями.

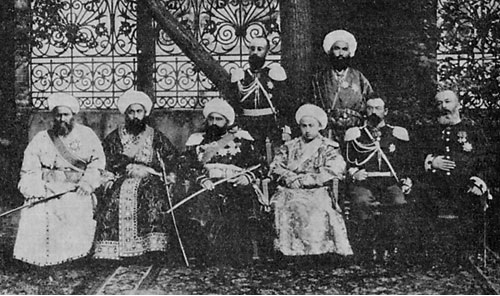
Бухарський емір і його почет у Москві, 1896 рік

У 1910—1918 роках сеїд Ісахон ходжа обіймав посаду садра й очолював «Діван-ал-Садорат» і був присутній на засіданнях цивільного суду, очолюваного Діванбекі. У всіх вілаєті мав право призначати шейх уль-іслама, казі, мударрісов духовних шкіл, мутаваллі і мустовфі мечетей, розпоряджався всіма справами, пов'язаними з духовними служителями. Навесні 1917 року заснував і керував Самаркандським відділення організації «Шура-і-іслам» (Ісламська рада) ідеологічно виріс із ліберального руху джадідів. Був засновником першої джадідської школи в місті Самарканд. У роки революції і громадянської війни всі свої сили направив на розв'язанні проблем і спірних питань в Самарканді мирним шляхом, запобігаючи кровопролиття. Не раз в цьому йому супроводжував успіх. У той час видатні політичні та релігійні діячі при розв'язання складних, серйозних питань, як правило, зверталися до Ісохон-казі, рахувалися з його думкою і радилися з ним. Казі Ісохон мав величезний вплив на духовенство і народ не тільки в Самарканді, але і за його межами. Він мав великий авторитет і повагу. Революцію в Російській республіці прийняв насторожено, але як прихильник джадидизму, поділяв погляди тих богословів, які закликали свої умми утримуватися від не шаріатських справ і пристосовуватися до нових умов.

## Пам'ять
Іменем казі-калян Ісохон ходжа названа махалля Казі-Калян («Чозі-Калон» гузарі) в Самарканді.

## Сім'я та нащадки
- Мав дві дружини: Перша дружина Саломатбібі, від якої народився його єдиний син Рахматуллохон, дочки Давронхон, Хокімхон і Камархон. Друга дружина Хакікатпошша була дочкою знаного карі-вул-курро сеїда Акрамхонхужа Дахбеді ібн Авліехужа Дахбеді-нащадка Махдумі А'замі, від неї народилися дочки Сабохатхон і Садоратхон Ісаєви.
- Син — Рахматуллохон (1900—1945), його дружина Муяссархон бінті Козі Абулхайхон ібн Козі Мір Ширінхужа, від яких народилися: дочки Саломатхон, Холіда, Сожида і сини Такїюддінхон, Хуршедхон (від дружини Мукадампошша діти Ховархон, Зафархон, Озодхон які проживали в махаллі Казі-Калян («озозі-Калон» гузарі) імені їхнього діда Ісахона в Самарканді.
- Дочка — Давронхон, її чоловік Саломхон Маліков — нащадок славетного авлія шейха Бобо Худойдода Валі. Їхній єдиний син Ахадхон з дружиною Саодатхон бінті Соліххон ешон Маліков мав сина— Файзуллахона.
- Дочка — Хокімхон, була першою дружиною Соліххон ешон Малікова — нащадка славетного авлія Шейха Бобо Худойдода Валі, їхні діти: дочка — Саодатхон, сини-Махдіхон і Халімхон. Від другої дружини у Соліххона ешон Малікова була дочка Малікова Хідоятхон Соліхівна.
- Дочка — Камархон, її чоловік Мумінхон Ходіхон огли, їхні діти: Шаріфахон, Ражабхон, Шохідахон, Шокірахон й Абдусамадхон.
- Дочка — Сабохатхон пошша Ісаєва, її чоловік Аббасов Шосаідхон-нащадок видатного богослова Абдул Кадіра Ґілані, їхні діти: Нематуллахон, Гайбуллахон, Іззатуллахон, Мавлудахон. Нематуллахон (1936—1994), його дружина Шойрахон бінті Абдулахадхон ібн козі Саїд Баходірхон[13][16][17]. Їхні діти Хабібуллахон, Шаркіяхон, Жахонгірхон і Бахріяхон.
- Дочка — Садоратхон пошша Ісаєва (1918—1986), її чоловік Абдулахадхон Баходіров (1903 — 07.01.1977) син Саїд Баходірхона[17], їхні діти: Ібодхон (1937—2013), Батірхон (1938—1998), Шоірахон (1941—1994), Музаффархон, Баходіров Абдукаримхон, Фатіма (1954—1976), Зухра, Зулайхо.